# فرنسيس جونستون
فرنسيس جونستون (بالإنجليزية: Francis Johnston)‏ هو مهندس معماري أيرلندي، ولد في 1760 في أرماه في المملكة المتحدة، وتوفي في 14 مارس 1829 في دبلن في جمهورية أيرلندا.